# 1. ФК Магдебург
1. ФК Магдебург е немски футболен клуб от град Магдебург, провинция Саксония-Анхалт, Германия. Отборът е създаден на 22 декември 1965 г. като подразделение на Спортен клуб Магдебург. Цветовете на наброяващия около 8700 членове клуб са синьо и бяло.
В периодите 1960 – 1965 г. и 1966 – 1991 г. Магдебург играе в първа дивизия на бившата ГДР. Става шампион на три пъти, а седем пъти печелят Купата на Източна Германия. Най-големият успех в историята на клуба е спечелването на Купата на носителите на национални купи през 1974 г., с което става единственият източногермански клуб, спечелил европейски трофей. След Обединението на Германия Магдебург се състезава в трета или четвърта лига на страната.
Магдебург играе домакинствата си на стадион Ем Де Це Це-Арена-Магдебург, в близост до който се намират и тренировъчните игрища на формациите на клуба. През сезон 2022/23 „Еф Це Ем“ играе в четвъртодивизионната Втора Бундеслига.

## История

### Структурно развитие
Магдебургската футболна традиция започва още преди началото на Първата световна война с клубовете Крикет-Виктория 1897 Магдебург и Магдебургер Виктория 1896. Двете формации играят в периода 1933 – 1942 г. в Гаулига Център, една от 16-те висши германски дивизии. След Втората световна война те са закрити от съветската администрация, заедно с всички останали довоенни германски организации. За развитието на спорта в източногерманските провинции се формират нови спортни дружества. Предшественикът на днешния футболен клуб Магдебург е основан през есента на 1945 г. под името Ес Ге Зуденбург, който през май 1949 г., заедно с Ес Ге Лемсдорф, се обединява в Ес Ге Айнтрахт Зуденбург.

## Български футболисти
- Николай Митов: 1995/98 (12 мача - 2 гола)